# جاكوب غينتري
جاكوب غينتري (بالإنجليزية: Jacob Gentry)‏ هو كاتب سيناريو ومنتج أفلام ومونتير ومخرج أمريكي، ولد في 5 أبريل 1977 في ناشفيل في الولايات المتحدة.

## وصلات خارجية
- جاكوب غينتري على موقع IMDb (الإنجليزية)
- جاكوب غينتري على موقع ألو سيني (الفرنسية)
- جاكوب غينتري على موقع أول موفي (الإنجليزية)
- جاكوب غينتري على موقع قاعدة بيانات الأفلام السويدية (السويدية)
- جاكوب غينتري على موقع قاعدة بيانات الفيلم (الإنجليزية)
- جاكوب غينتري على موقع كينوبويسك (الروسية)